# Huaxi
Huaxi (en chino, 花溪; pinyin, Huāxī, léase Juá-Si) es un distrito urbano bajo la administración directa de la Prefectura Guiyang en la Provincia de Guizhou, República Popular China.  Su área es de 964 km² y su población total para 2010 superó los 359 mil habitantes.

## Administración
Desde julio de 2020, el  Distrito Huaxi se divide en 19 pueblos que se administran en 8 subdistritos,  5 poblados, 1 villa y 5 villas étnicas. 